# Jean-Guy Sylvestre
Jean-Guy Sylvestre, parfois appelé simplement Guy Sylvestre, né à Sorel-Tracy le 17 mai 1918 et mort à Ottawa le 26 septembre 2010, est un critique littéraire, bibliothécaire et haut fonctionnaire québécois.
Il a été élève du Collège Sainte-Marie de Montréal, puis à l'Université d'Ottawa où il obtient sa maîtrise en arts en 1942. Il commence, dès cette époque, une activité de critique littéraire, notamment pour le journal Le Droit, mais fonde aussi son propre journal. En 1944-1945, il travaille parallèlement au World War II Wartime Information Board. 
Dès 1941, il publie son premier livre, une biographie de Louis Francœur, mais il se fait surtout remarquer par son Anthologie de la poésie canadienne d'expression française en 1943. 
De 1945 à 1950, il est secrétaire privé de Louis St-Laurent, premier ministre du Canada de 1948 à 1957. De 1956 à 1968, il est directeur associé de la Bibliothèque du Parlement puis directeur de la Bibliothèque nationale du Canada de 1968 à 1983. 
Membre de l'Académie canadienne-française de 1965 à 1983, il fait partie de la Société royale du Canada et de plusieurs organismes sans but lucratif, tant au niveau national (Canadian Library Association, Ontario Library Association) qu'international (Conférence des directeurs de bibliothèques nationales, Fédération internationale des associations de bibliothécaires et d'institutions).
Il est officier de l'Ordre du Canada, titulaire de la Médaille du jubilé d'or de la reine Elizabeth II, titulaire de l'ordre du Mérite de la République de Pologne et lauréat du Canadian Public Service Outstanding Public Service Award.

## Œuvres
- Louis Francœur, journaliste (1941)
- Situation de la poésie canadienne (1942)
- Anthologie de la poédie canadienne d'expression française (1943)
- Poètes catholiques d'expression française (1944)
- Jules Laforgues (1945)
- Sondages (1945)
- Impressions de théâtre (1950)
- Panorama des lettres canadiennes françaises (1964)
- Canadian Writers = Écrivains canadiens (1964)
- Un Siècle de littérature canadienne (1967)
- Guidelines to national libraries (1987)